# 黄村坞钟瑞堂及小厅
黄村坞钟瑞堂及小厅，位于中华人民共和国浙江省金华市兰溪市水亭乡，是浙江省省级文物保护单位之一。
2017年1月13日，黄村坞钟瑞堂及小厅被列入第七批浙江省文物保护单位，该文物保护单位是一座古建筑。